# Municipio de Spring Creek (condado de Becker)
El municipio de Spring Creek (en inglés: Spring Creek Township) es un municipio ubicado en el condado de Becker en el estado estadounidense de Minnesota. En el año 2010 tenía una población de 114 habitantes y una densidad poblacional de 1,17 personas por km².

## Geografía
El municipio de Spring Creek se encuentra ubicado en las coordenadas 47°5′41″N 96°1′1″O / 47.09472, -96.01694. Según la Oficina del Censo de los Estados Unidos, el municipio tiene una superficie total de 97.79 km², de la cual 96,35 km² corresponden a tierra firme y (1,47 %) 1,44 km² es agua.

## Demografía
Según el censo de 2010, había 114 personas residiendo en el municipio de Spring Creek. La densidad de población era de 1,17 hab./km². De los 114 habitantes, el municipio de Spring Creek estaba compuesto por el 78,07 % blancos, el 10,53 % eran amerindios y el 11,4 % eran de una mezcla de razas. Del total de la población el 0 % eran hispanos o latinos de cualquier raza.